# Тереза Мей
Тереза Мери Мей (на английски: Theresa Mary May, (произношение:/təˈriːzə/) моминско име Брейзиър (Brasier); родена на 1 октомври 1956 г.) е британски политик и бивш министър-председател на Обединеното кралство от 13 юли 2016 г. до 24 юли 2019 г. Родена е в Истборн, Съсекс, и израства в Оксфордшър. Член на Камарата на общините на британския парламент от избирателен окръг Мейдънхед. Министър на вътрешните работи в консервативното правителство на Дейвид Камерън от 2010 до 2016 г.
След като Камерън подава оставка през юли 2016 поради резултатите от референдума за членството на Великобритания в Европейския съюз, Тереза Мей е избрана за лидер на Консервативната партия и министър-председател, като така става втората жена на този пост след Маргарет Тачър. Тя започва официалния процес на излизане на Великобритания от ЕС през март 2017 г. Още през април обявява провеждането на извънредни парламентарни избори през юни с оглед подсилване на английската позиция при преговорите с ЕС („по-силен мандат“). Резултатът от изборите е намаляване на броя на депутатите за консерваторите – 317, вместо 330 в предходния парламент, което я принуждава да преговаря за съставяне на правителство с Демократичната юнионистка партия от Северна Ирландия (на английски: Democratic Unionist Party DUP).